# 語素
語素（英語：morpheme）或词素，又称形态素、義基，可定义为语言中最小的有意义单位，或者说语言中最小的语音语义结合体（声音和意思的结合体），这种定义在汉语中最为常见；也可定义为语言中最小的有意义或语法功能的单位。以汉语为例，“人”、“彷彿”均是语素。语素的长度各异，例如“陀思妥耶夫斯基”是单独一个语素。词由一个或多个语素构成，例如“风水”一词中的“风”与“水”是两个语素；语素不一定是词，例如现代汉语中的语素“民”不属于词，不过汉语中的语素大部分是词，具有高度的分析特征。

## 语素的识别

### 难点
汉语中语素的识别的难点在于，一些词是否可分为更小的有意义单位。（以下的语素定义为最小的有意义单位）
1）一些双/多音节结构包括多少语素不确定，这需要对词源的研究。
含糊、含混、犹豫、麻烦、警察
2）叠音结构包括多少语素不确定。
AA式
1. 爸爸、爷爷、叔叔、舅舅
2. 看看、想想、走走
3. 人人、年年、月月

按照最小的有意义单位这一定义，1类的意义不可分割，如“爸爸”的意思等于“爸”； 2类的“看看”不等同与看，有程度的变化，视为两个语素；3类的“人人”是每人的意思，应视为两个语素。
AAB式：毛毛虫、毛毛雨、蒙蒙亮
ABB式：冷清清、热乎乎、绿油油、红彤彤、慢吞吞
AABB式：1）干干净净、整整齐齐 2）吃吃喝喝、吵吵闹闹
ABAB式：学习学习、研究研究

### 替换法
一些语素可以采用替换其中一部分的方法来辨识语素的个数。例如：
蝴蝶
- ～蝶：彩蝶、黑蝶
- 蝴～：？

由此可以确认“蝴蝶”和“蝶”都是语素，而“蝴”不是语素。需要注意替换的时候不能改变原有成分的意义，例如，不能用“马车”或“老虎”替换“马虎”。

## 按音节分类
因為漢語是一字一音节，所以可按照音节的個數，區分成單音節語素、雙音節語素、多音節語素和非音節語素。

### 單音節語素
由單個音节，即單個漢字組成的語素。例如：天、地、人、中、左、大、了、嗎、哈……等。

### 雙音節語素
由兩個音节，即兩個漢字組成的語素。例如：蘿蔔、蘇打、蜻蜓、蜘蛛、吩咐、參差、徘徊、芙蓉……等。
部分双音节语素可以独立构成连绵词。

### 多音節語素
由多個音节，即三個以上的漢字所組成的語素。例如：巧克力、奧林匹克、羅曼蒂克、凡士林。

### 非音節語素
如花兒()、鳥兒的「兒」（兒化音）不算一個音节，所以被歸為非音節語素。
雙音節語素和多音節語素都可以單獨成詞（單純詞），单音节则不一定。

## 按结构分类
語素依據是否可獨立構詞可分為自由語素和规范语素。能獨立構詞的為自由語素，否則為规范语素。

### 自由语素/成词语素
自由語素是可以自由構詞的語素。也就是可以单独构成词，也可以和其他语素构成词。例如：
- 独立构词：好、人、蓝、猫、火、车、hot、dog、land、mine、give、write
- 两个自由语素组合构词：好人、蓝猫、火车、hotdog、landmine

### 黏着语素/不成词语素/规范语素/不自由语素
规范语素是不能獨立構詞的语素，必须和自由語素或规范语素自己構成詞。例如：
- 读者的-者，语言的-言，芒果的芒-
- writer 的 -er、active 的 -tive，receive 的 -ceive。

规范语素包括派生語素和屈折語素。（汉语没有屈折变化，所以没有这种区分。）

##### 派生語素/衍生语素
与自由語素组合后会构成一个相关的新词，会改变词类或语义。例如un-dead、happy-ness。

#### 屈折語素
与自由語素组合后只会构成一个基本意思不变的新词。例如：read-ing、work-ed、book-s等。现代英语有8个屈折语素，其位置必须出现在派生语素之后。
有些语言没有自由语素，依靠各种派生/屈折变化构词，如意大利语。

## 按位置分类
语素可按组成词后所处的位置是否固定分类。

### 定位语素
语素组成词后的位置固定。
- ～子：桌子、椅子
- 第～：第一

### 非定位语素
语素组成词后的位置不固定。
- 农：农夫、佃农
- 民：民主、人民

有些定位语素由非定位语素发展而来，如：员，在古汉语中是非定位语素，而在现代汉语中更具定位语素性质，这样的语素被称为“类词缀”。

## 语素与词根词缀
标准汉语中，词根包括成词语素（猫、狗等）和非定位不成词语素（如：农、民），而定位不成词语素为词缀（如：阿～、～儿、～子、老～、～头、第～）。
而现代英语中，词根即自由语素，词缀即规范语素。

## 语素与词根词干
词根和词干的区别在于词根只能由一个语素组成，而词干可以由多个语素组成。以英語为例，unbreakable 這個词有三個語素：un-（规范语素，表示否定）、break（自由語素，表示破坏）和 -able（规范语素，表示具有可能性），合起来的意思是不可破坏的。其中 break 和 -able 组合表示可破坏的，break是词根，也是词干；un- 和 breakable 组合表示不可破坏的，其中breakable不是词根，是词干。

## 按意义虚实分类
语素依据是否有实际意义可以分为实语素和虚语素。自由语素大多数是实语素；规范语素可以是实语素，也可以是虚语素。

### 实语素/自由词根/free root
例如“老人”表示年长的人，这里的“老”表示年长，是实语素。
- 婴儿
- 女子
- 老汉
- 人头

### 虚语素/规范词根/bound root
没有实际意义，也不存在任何语法功能的语素。例如“老虎”表示动物—虎，这里的“老”没有实际意义，是虚语素。
- 鸟儿
- 桌子
- 老师
- 石头

而有的语法书按词汇意义和语法意义区分语素的虚实，例如：书，词汇意义是书本，语法意义是名词；吗，只有表疑问的语法意义，没有词汇意义。

## 剩余语素
剩余语素又称一用语素、蔓越莓语素(Cranberry morpheme)，这是一种不带意义、也不带语法功能的语素，只用来和其他类似的词做区分，且仅在一个词中出现。例如：
- 啤酒、苹果、彗星
- cranberry[b]：cran-没有意义，但能和raspberry、blueberry等词做区分，并且语素 cran- 只出现在 cranberry 这一词中。
- raspberry

有的学者按照替代法的测试结果不认同这是语素，其认为语言的发展使非语素变为语素，例如啤酒的啤，最早只用于和红酒、白酒、黄酒等酒区分，但随着生啤、熟啤、黑啤的出现，“啤”成为语素。

## 语素变体
语素变体是同一个语素的不同发音或书写形式。儿化可以看做是一种语素变体现象。

## 语素分析
在自然语言处理中，语素分析是把一个句子分解为一连串的语素的过程。

## 杂项
汉语中的单音节词逐渐往双音节词演变，其结果是成词语素逐渐变为不成词语素，比如”民、祖、语、言“，只留在成语等熟语中继续沿用，如“民以食为天”、“数典忘祖”、“三言两语”等。
语素如何组合成词有时会有歧义，比如“非理性主义”，可以认为是 非-理性主义 或 非理性-主义 两种不同组合，分别表示“不是理性主义”和“不理性的主义”；同理可见，unlockable，可以认为是 un-lockable 或 unlock-able，分别表示“不可上锁的”和“可解锁的”。

## 引用
1. ↑  . termonline.cn.   [2022-07-27]. （原始内容存档于2022-07-17）.
2. ↑  . termonline.cn.   [2022-07-28].
3. ↑  元任 1979，第79頁.
4. 1 2  黄 & 廖 2017，第201頁.
5. 1 2 3  刘 & 庞 1999.
6. 1 2 3 4  Delahunty & Garvey，第76頁.
7. 1 2 3 4  杨 & 陈 2019.
8. 1 2 3 4  张 2019.
9. ↑  Kemmer, Suzanne. .   [10 April 2014]. （原始内容存档于2004-08-31）.
10. 1 2 3  黄 & 廖 2017，第202頁.
11. 1 2 3 4  Melinger 2001.
12. ↑  https://www.vocabulary.com/lists/39617
13. ↑  陆 & 沈 2004，第第二讲頁.
14. ↑  . lexicon.hum.uu.nl.   [28 July 2022]. （原始内容存档于2022-10-21）.
15. ↑  . ThoughtCo.   [30 July 2022]. （原始内容存档于2022-07-29）.

## 外部連結
- Glossary of Reading Terms
- Comprehensive and searchable morpheme reference （页面存档备份，存于）
- Linguistics 001 —  Lecture 7 —  Morphology （页面存档备份，存于） by Prof. Mark Lieberman
- Morphemes — A New Threat to Society （页面存档备份，存于）: A humorous look at morphemes. Accurate, but purposely confuses morphemes with narcotics (i.e., "morphine]").
- Morpheme Study Aid （页面存档备份，存于）